# Leon Goretzka
Leon Goretzka (ur. 6 lutego 1995 w Bochum) – niemiecki piłkarz, występujący na pozycji pomocnika w niemieckim klubie Bayern Monachium oraz w reprezentacji Niemiec. Wychowanek WSV Bochum 06.
Złoty medalista Pucharu Konfederacji 2017, srebrny medalista Igrzysk Olimpijskich 2016, uczestnik Mistrzostw Świata 2018 i 2022 oraz Mistrzostw Europy 2020.

## Kariera klubowa

### VfL Bochum
Goretzka jest wychowankiem klubu WSV Bochum 06. W 2001 dołączył do VfL Bochum. W jego drużynach młodzieżowych występował do 2012. 1 lipca 2012 został włączony do kadry pierwszego zespołu. W rozgrywkach 2. Bundesligi zadebiutował 4 sierpnia 2012 w meczu przeciwko Dynamu Drezno (2:1). W tym meczu zdobył bramkę na 1:1. Sezon 2012/2013 zakończył w lidze z 32 meczami w których strzelił 4 gole. Budził zainteresowanie m.in. FC Schalke 04, Realu Madryt, czy Arsenalu Ostatecznie zdecydował się na odejście do tego pierwszego.

### FC Schalke 04
2 lipca 2013 został piłkarzem FC Schalke 04. Kwota transferu wyniosła około 3,25 miliona euro. Jego pierwszym meczem w karierze w Bundeslidze było spotkanie przeciwko Hamburger SV (3:3), które zostało rozegrane w Gelsenkirchen 11 sierpnia 2013.

### Bayern Monachium
1 lipca 2018 ogłoszono przejście Goretzki do Bayernu Monachium, z którym podpisał czteroletni kontrakt. W klubie zadebiutował 12 sierpnia w wygranym 5:0 meczu Superpucharu Niemiec z Eintrachtem Frankfurt. 1 września w spotkaniu Bundesligi z VfB Stuttgart (3:0) strzelił premierowego gola dla Bayernu.

## Działalność polityczna
Z nominacji bawarskich struktur SPD był członkiem 17. Zgromadzenia Federalnego, które dokonało wyboru Franka-Waltera Steinmeiera na prezydenta RFN.

## Sukcesy

### Bayern Monachium
- Mistrzostwo Niemiec: 2018/2019, 2019/2020, 2020/2021, 2021/2022, 2022/2023
- Puchar Niemiec: 2018/2019, 2019/2020
- Superpuchar Niemiec: 2018, 2020, 2021, 2025
- Liga Mistrzów UEFA: 2019/2020
- Superpuchar Europy UEFA: 2020

### Reprezentacyjne
- Wicemistrzostwo olimpijskie: 2016
- Puchar Konfederacji: 2017

### Wyróżnienia
- Srebrny But dla drugiego najlepszego strzelca Pucharu Konfederacji 2017
- Brązowa Piłka dla trzeciego najlepszego piłkarza Pucharu Konfederacji 2017